# Клубът на купувачите от Далас
„Клубът на купувачите от Далас“ (на английски: Dallas Buyers Club) е американски биографичен филм от 2013 г., режисиран от Жан-Марк Вале, в който участват Матю Макконъхи, Джаред Лето и Дженифър Гарнър. Сюжетът е базиран на истинската история на Рон Уудруф, електротехник от Далас, болен от СПИН, който създава свой нелегален канал за трафик на забранени за времето си алтернативни лекарства в САЩ. Продукцията е високо оценена от критиците и е отличен с редица номинации и награди. Сред тях са шест номинации за Оскар (в категориите Най-добър филм, Най-добър актьор, Най-добър поддържащ актьор, Най-добър оригинален сценарий и други), награди Златен глобус и призове от Гилдията на актьорите за най-добра актьорска игра за Макконъхи и Лето.

## Сюжет
Внимание:  Текстът по-долу разкрива сюжета на произведението (или части от него)!
Сюжетът на филма се развива около историята на Рон Уудруф (Матю Макконъхи), електротехник от Далас, който през 1986 г. разбира, че е болен от Синдрома на придобитата имунна недостатъчност (СПИН). Докторите му дават около месец живот, но той отказва да приеме тяхната прогноза и започва да се бори с всички сили срещу коварната болест.
С помощта на докторката си Йив Сакс (Дженифър Гарнър) и страдащата от същата болест трансполовна жена Рейън (Джаред Лето), Рон започва да внася нелегално алтернативни лекарства, които облекчават симптомите му, но са забранени или неодобрени от американската лекарствена асоциация. Неговата цел е тези медикаменти да достигнат до възможно най-много хора, които са носители на СПИН, и да се преборят с монопола на единственото по това време официално разрешено лекарствено вещество за борба със СПИН в САЩ – АТЗ, което е изключително токсично и неефективно.
По този начин Рон създава организацията Клуб на купувачите от Далас, която предоставя на болните (срещу минимално заплащане под формата на месечни членски вноски) алтернативни начини на лечение. Клиентите се увеличават с всеки изминал ден и много скоро Рон и хората около него се превръщат в мишени на могъщите фармацевтични компании и американското правителство.

## Актьорски състав
- Матю Макконъхи – Рон Уудруф
- Дженифър Гарнър – д-р Йив Сакс
- Джаред Лето – Рейън
- Стийв Зан – Тъкър
- Далас Робъртс – Дейвид Уейн
- Майкъл О'Нийл – Ричърд Баркли
- Денис О'Хеър – д-р Севард
- Грифин Дън – д-р Вас
- Джон Таблър – Рик Ферис

## Награди и номинации
| Категория                          | Номиниран(и)                | Резултат               |
| Оскар (2 март 2014 г.)             | Оскар (2 март 2014 г.)      | Оскар (2 март 2014 г.) |
| ---------------------------------- | --------------------------- | ---------------------- |
| Най-добър грим и прически          | Най-добър грим и прически   | награда                |
| Най-добра мъжка роля               | Матю Макконъхи              | награда                |
| Най-добра поддържаща мъжка роля    | Джаред Лето                 | награда                |
| Най-добър филм                     | Най-добър филм              | номинация              |
| Най-добър филмов монтаж            | Най-добър филмов монтаж     | номинация              |
| Най-добър оригинален сценарий      | Крейг Бортен и Мелиса Уолък | номинация              |
| Златен глобус (12 януари 2014 г.)  |                             |                        |
| Най-добър актьор в драматичен филм | Матю Макконъхи              | награда                |
| Най-добър актьор в поддържаща роля | Джаред Лето                 | награда                |
| Сателит (23 февруари 2014 г.)      |                             |                        |
| Най-добър актьор                   | Матю Макконъхи              | награда                |
| Най-добър актьор в поддържаща роля | Джаред Лето                 | награда                |